# Ayhan Karakuş
Ayhan Karakuş (ur. 13 października 1989) – turecki zapaśnik w stylu klasycznym. Olimpijczyk z Londynu 2012, gdzie zajął szesnaste miejsce w kategorii 55 kg.
Zajął piąte miejsce w mistrzostwach świata w 2009. Czwarty w Pucharze Świata w 2015 i ósmy w 2010 i 2012. Brązowy medalista akademickich MŚ w 2016, a także igrzysk solidarności islamskiej w 2021 i mistrzostw świata wojskowych w 2023. Drugi na mistrzostwach śródziemnomorskich w 2010. Trzeci na mistrzostwach Europy juniorów w 2009 roku.
Jego brat bliźniak Erhan Karakuş jest również narodowym zapaśnikiem w stylu grecko-rzymskim, odnoszącym sukcesy na arenie międzynarodowej.